# Maria Magdalena av Österrike (1689–1743)
Maria Magdalena av Österrike, född 1689, död 1743, en österrikisk guvernör och ärkehertiginna, dotter till kejsar Leopold I och Eleonora av Pfalz-Neuburg. 
Hon levde ett tillbakadraget liv och förblev ogift. Väldigt lite är känt om hennes liv. Det fanns planer på att gifta in Maria Magdalena i det portugisiska kungliga hovet, där hennes syster Maria Anna var drottning. Hennes utvalda brudgum var infanten Francisco, hertig av Beja, en bror till den portugisiske kungen Johan V, men dessa äktenskapsplaner misslyckades. 
Hon hade dock en nära relation med sin brorsdotter Maria Theresa, dotter till hennes bror Karl (kejsar Karl VI). Hon blev formellt utnämnd till guvernör i Tyrolen. Trots sin funktion som guvernör i Tyrolen, bodde hon i Wien. Maria Magdalena dog av lunginflammation vid 54 års ålder och begravdes i den kejserliga kryptan i Wien .